# Zeta Persei
Zeta Persei (ζ Persei, förkortat Zeta Per, ζ Per) som är stjärnans Bayerbeteckning, är en stjärna belägen i den södra delen av stjärnbilden Perseus. Den har en kombinerad skenbar magnitud på 2,86 och klart synlig för blotta ögat. Baserat på parallaxmätning inom Hipparcosuppdraget på ca 4,3 mas, beräknas den befinna sig på ett avstånd av ca 750 ljusår (230 parsek) från solen.

## Egenskaper
Zeta Persei är en lägre intensiv superjättestjärna av spektralklass B1 Ib. Dess spektrum visar onomalt höga halter kol. Den har en massa som är omkring 14 gånger större än solens massa, en radie som är ca 27  gånger större än solens och utsänder från sin fotosfär ca 47 000 gånger mer energi än solen vid en effektiv temperatur på ca 20 800 K.
Zeta Persei har en följeslagare av 9:e magnituden med en vinkelseparation på 12,9 bågsekunder. De två stjärnorna har en gemensam rörelse genom rymden och kan därför vara fysiskt samordnade. Om så är fallet är de separerade med minst 4 000 astronomiska enheter.
Zeta Persei är bekräftad medlem av Perseus OB2-gruppen (Per OB2), även kallad Zeta Persei-gruppen, en rörlig grupp av stjärnor som innehåller 17 massiva, ljusstarka stjärnor av spektraltyp O eller B, vilket ger dem en blå färg. Dessa stjärnor har en liknande bana genom rymden och är ungefär lika stora, vilket tyder på att de härrör från samma molekylära moln.